# Franciszek Frąckowiak
Franciszek Frąckowiak (ur. 13 września 1911 w Langenbochum w Westfalii, zm. 25 czerwca 1978 w Poznaniu) – polski działacz polityczny.

## Życiorys
Był synem polskiego górnika Józefa, który wraz z rodziną (żoną Cecylią z Bołackich) wyjechał do pracy w Niemczech. W 1920 rodzina Frąckowiaków powróciła do Polski. Franciszek Frąckowiak rozpoczął w 1926 naukę w zawodzie ślusarza w Zakładach H. Cegielski w Poznaniu i wkrótce podjął pracę w tym przedsiębiorstwie; pozostawał w Zakładach Cegielski do 1950 (z przerwą w okresie masowego bezrobocia w latach 1933–1935), na stanowiskach pracy ślusarza, potem trasera, brygadzisty i mistrza. Uzupełniał także na kursach wykształcenie i w 1946 został kierownikiem warsztatów szkolnych Zakładów Cegielskiego, a w 1949 wicedyrektorem administracyjno-handlowym. W 1950 przeszedł do pracy w administracji państwowej.
Od lutego do czerwca 1950 pełnił funkcję wiceprezydenta Poznania, następnie (do 1961) przewodniczącego prezydium Miejskiej Rady Narodowej w Poznaniu. W 1954 był inicjatorem powołania dzielnicowych rad narodowych. W 1957 doprowadził do przyznania Poznaniowi statusu miasta wydzielonego (z województwa poznańskiego); stan taki utrzymał się do reformy administracyjnej w 1975.
W 1961 został przeniesiony do pracy w dyplomacji i pełnił obowiązki konsula generalnego PRL w Bratysławie. Powrócił do Poznania w 1966 na stanowisko zastępcy dyrektora naczelnego Zarządu Międzynarodowych Targów Poznańskich (do 1976).

Należał do PPS (1930–1932), PPR (1945–1948) i PZPR (od 1948, zasiadał m.in. w jej Komitecie Wojewódzkim oraz w egzekutywie Komitetu Miejskiego w Poznaniu). Z małżeństwa z Marią z domu Borowiak miał dwoje dzieci (syna i córkę). Został pochowany na cmentarzu na Junikowie w Poznaniu.

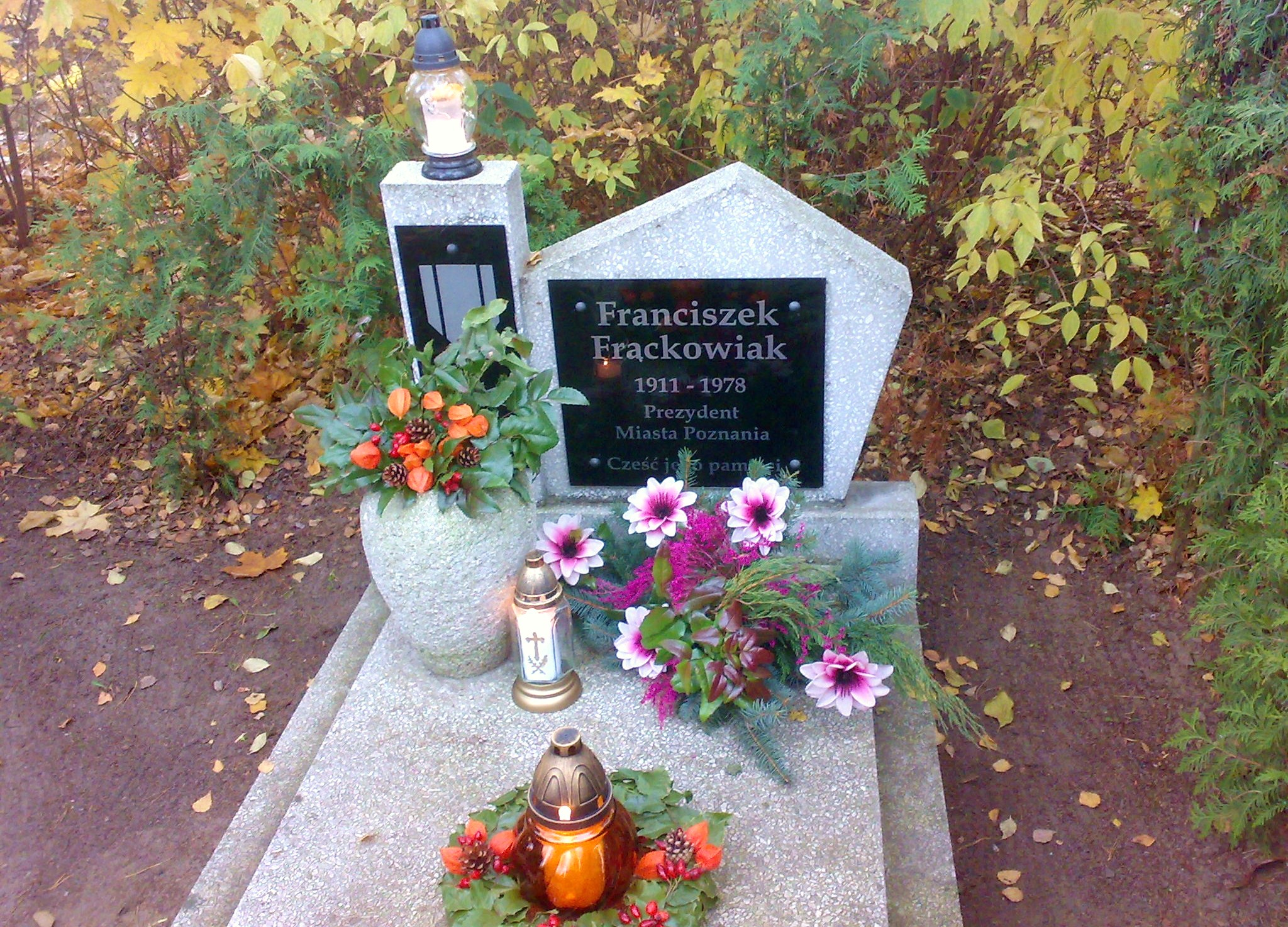
Grób Franciszka Frąckowiaka na Cmentarzu Junikowskim w Poznaniu (aleja zasłużonych)

Odznaczony Srebrnym Krzyżem Zasługi, Krzyżem Kawalerskim Orderu Odrodzenia Polski i Orderem Sztandaru Pracy klasy II.